# Matthias Black
Matthias Black (* in Lübeck; † 1696 ebenda) war ein in Lübeck tätiger Maler der zweiten Hälfte des 17. Jahrhunderts.

## Leben
Über frühe Lebensdaten und Ausbildung Blacks ist wenig bekannt. Er war der Sohn des Werkmeisters der Marienkirche Gerd Black († 1647). Zur Ausbildung reiste er in die Niederlande und nach England. Nach eigenen Angaben verbrachte er 36 Wochen nicht ohne Gefahr in London und erlebte hier die Hinrichtung von König Karl I. (30. Januar 1649) mit. Am 16. November 1649 wurde er vom Rat der Hansestadt als Freimeister zugelassen.
Für die Lübecker Marienkirche schuf er bereits 1646 ein Vollporträt des Marienpastors Michael Siricus (1589–1648) in Öl auf Holz, das sich 1906 in der Sakristei befand. Für die in der Marienkirche befindlichen Epitaphien der Lübecker Bürgermeister Anton Köhler und Hermann von Dorne sowie des Hauptpastors an Marien Jacob Stolterfoht schuf er die in diesen enthaltenen Porträts. Sie wurden infolge des Luftangriffs auf Lübeck 1942 zerstört.
Für die Lübecker Aegidienkirche schuf er 1663 ein Porträt des Pastors M. Johannes Zeidler, für die Jacobikirche malte er ein Brustbild des Daniel Wulff.
1979 konnte das Museum für Kunst und Kulturgeschichte der Hansestadt Lübeck als Ersatz mit Hilfe von privaten Spendenmitteln auf dem New Yorker Kunstmarkt die Porträts des Pastors an der Lübecker Aegidienkirche Johannes Ricke (1587–1648) und seiner Ehefrau Barbara Ricke, geb. Stampelin (1577–1647) erwerben. Beide Bildnisse sind in Öl auf Eichenholz (59 × 44,5 cm) gemalt und das Pastorenporträt ist von Black signiert und 1648 datiert. Das Porträt der vorverstorbenen Ehefrau entstand möglicherweise schon im Jahr ihres Todes. Pastor Reiche wurde von seinen Söhnen 1649 auch ein Epitaph mit 3/4 Porträt in der Aegidienkirche gesetzt.
Von den Porträts der Bürgermeistergalerie im Lübecker Rathaus wurden Black einige zugeschrieben, darunter das von Gottschalk von Wickede.
In den 1680er Jahren betätigte er sich auch als Kunsthändler, wie aus seiner Korrespondenz mit Benedict von Cunnigham, dem Hofmarschall des Herzogs Johann Adolf (Schleswig-Holstein-Sonderburg-Plön), hervorgeht, die sich im Landesarchiv Schleswig-Holstein erhalten hat. Ebenfalls in dieser Korrespondenz gibt er an, die auswärtigen Legaten, die den Frieden tractiren woltn, die Herzöge von Sachsen-Lauenburg, insbesondere Herzog Julius Franz (Sachsen-Lauenburg) (siebenmal) und Herzog Christian Ludwig I. (Mecklenburg) porträtiert zu haben.
Seine Tochter wurde Konventualin im St.-Johannis-Kloster in Lübeck.

## Galerie

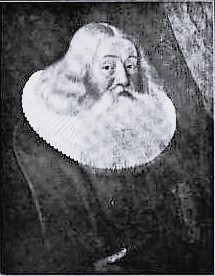
Michael Siricius (1646, Ausschnitt)
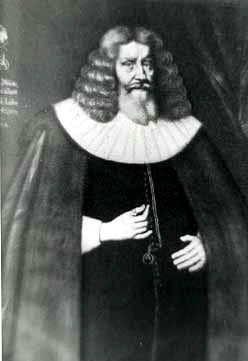
Gottschalk von Wickede (1667)
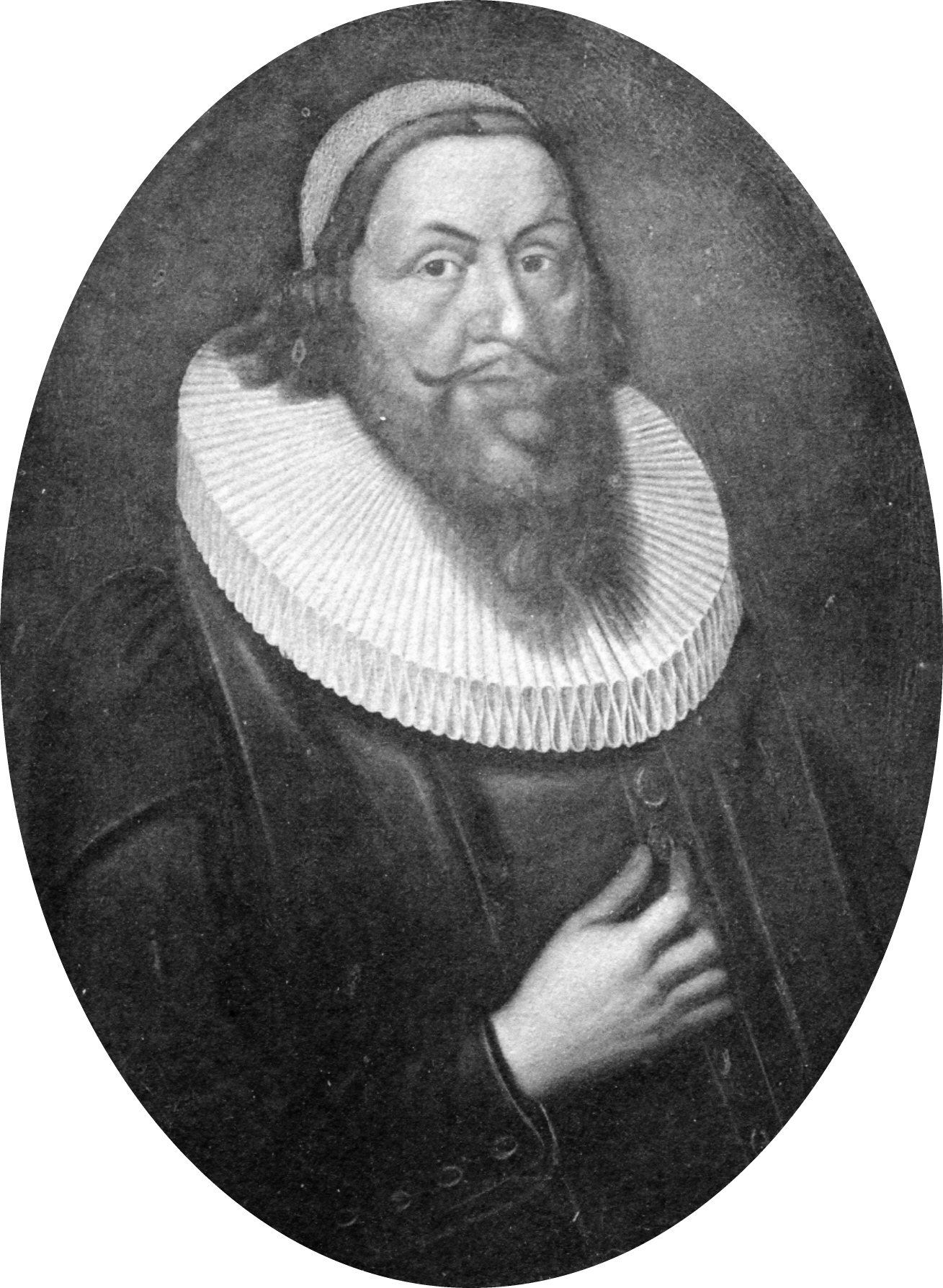
Jacob Stolterfoth (1668)